# Carenum devisii
Carenum devisii is een keversoort uit de familie van de loopkevers (Carabidae). De wetenschappelijke naam van de soort is voor het eerst geldig gepubliceerd in 1883 door Macleay. De soort komt algemeen voor in Australië.